# Ephremy Nsumbu Tenda
Ephremy Nsumbu Tenda, né le 15 mars 1987 à Mbanza-Ngungu, est un homme politique de la république démocratique du Congo (RDC). Il est député national de la circonscription de Mbanza-Ngungu, dans la province du Kongo Central.

## Biographie
Ephremy Nsumbu est né à Mbanza-Ngungu, dans la province du Kongo Central, en république démocratique du Congo, le 15 mars 1987.
Lors des élections législatives de décembre 2023, Daniel Mukoko Samba est élu député de la circonscription de Mbanza-Ngungu et Ephremy Nsumbu Tenda est son suppléant. Daniel Mukoko Samba est nommé dans le gouvernement Suminwa en juin 2024 et Ephremy Nsumbu Tenda lui succède à l'Assemblée nationale à partir du 15 juin 2024,.